# Північний Танімбар
Північний Танімба́р (індонез. Selaru) — один з 10 районів округу Західне Південно-Східне Малуку провінції Малуку у складі Індонезії. Розташований на північному сході острові Ямдена, а також на острові Ларат. Адміністративний центр — селище Рітабел.
Населення — 13853 особи (2012; 13226 в 2010).

## Адміністративний поділ
До складу району входять 1 селище та 7 сіл:
| Населений пункт      | Населення, осіб (2010) |
| -------------------- | ---------------------- |
| Ваїтідал, село       | 1539                   |
| Келаан, село         | 640                    |
| Келіовер, село       | 1457                   |
| Ламдесар-Барат, село | 634                    |
| Ламдесар-Тімур, село | 1516                   |
| Лелінглуан, село     | 1892                   |
| Рідоол, село         | 2068                   |
| Рітабел, селище      | 3480                   |